# Wani
Wani o Wun és una ciutat i consell municipal del districte de Yavatmal (o districte de Yeotmal) a Maharashtra. Està situada a 20° 04′ N, 78° 57′ E / 20.067°N,78.950°E. Consta al cens del 2001 amb una població de 52.814 habitants; el 1901 tenia 6.109 habitants. Durant el domini britànic fou coneguda com a Wun que és el nom musulmà de la ciutat però el seu nom marathi és Wani.
A la vora de Wani, a Mandar, un petit poble al sud de la ciutat, Raghuji I Bhonsle va capturar al seu oncle Kanhoji al que estava enfrontat.